# Larvik
Larvik är en tätort och stad som utgör centralort i Larviks kommun i Vestfold fylke i sydöstra Norge.
Larvik erhöll stadsrättigheter 1671. Vid Farriselva i Larvik till Fritsø gamla järnverk, som 1835 kom i familjen Treschows ägo och 1868 gjordes om till sågverk. Norr om Larvik ligger Larvik bad med en känd bokskog.
Antropologen och upptäcktsresanden Thor Heyerdahl föddes och växte upp i Larvik, på Steingata 7.